# Данило Полоцький
Дани́ло По́лоцький (? — 4 червня 1675) — 2-й війт Києва часів Козацької держави.

## Життєпис
Походив з заможної міщанської родини Києва. Син купця Андрія Полоцького. Про дату народження відсутні відомості. У 1654 році обіймав посаду бурмістра. Того ж року згадується на посаді субделегата (виконуючого обов'язки війта) під час відсутності війта Богдана Сомковича.
У 1660 році після смерті війта Богдана Сомковича обирається новим очільником Києва. У 1661 році отримав грамоту від царя Олексія I щодо підтвердження магдебурзького права міста. Грамоту на війтівство від московського царя він отримав не одразу після свого обрання, як це мало бути за законом, а лише через 7 років, 20 лютого 1667 року. Можливо, грамоту, видану одразу після обрання, було втрачено, а у 1667 року цар видав повторну.
Впродовж війтівства Данила Полоцького київські міщани отримали низку гетьманських універсалів, спрямованих на захист їхніх прав і привілеїв. 1660 року отримав від гетьмана Юрія Хмельницького універсал щодо дозволу на вільну проїзд київським купцям до усіх міст Московського царства на торг. 1663 року Данило Полоцький виклопотав охоронну грамоту від гетьмана Івана Брюховецького, що забороняла стягувати з міщан кошти на утримання перехожих військ, зокрема, забороняла брати у них підводи. 1665 року додатковий універсал аналогічного змісту І. Брюховецький надав місту у відповідь на численні скарги війта на порушення першого.
Данило Полоцький клопотався про інтереси міщан і перед московським царем. У 1661 році вони були звільнені на 5 років від сплати податку до державної скарбниці, щоб на ці гроші укріпити земляним валом та гарматами Поділ. Міщани купили лісу і харчів для робітників, проте московський воєвода Василь Шереметьєв забрав усі ці запаси до Старокиївської фортеці. Крім того, він зайняв міщанські сінокоси, перевози, рибні озера та ін. Данило Полоцький звернувся до царя зі скаргою. Відповіддю на скаргу Данила Полоцького була жалувана грамота 1661 року, у якій було сказано, що всі прохання міщан будуть задоволені, якщо вони мають на це жалувані грамоти.
У вересні 1665 року Данило Полоцький разом з іншими війтами Лівобережної України брав участь у посольстві гетьмана Івана Брюховецького до Москви. У жовтні цього ж року звернувся до царя з чолобитною на воєводу Василя Шереметьєва та його помічника Чаадаєва, поскаржившись на те, що вони утискують міщан. Чаадаєв подав деякі пояснення, і міщани дійшли з ним згоди. 29 жовтня того ж року Данило Полоцький виклопотав у царя нову грамоту на магдебурзьке право з оголошенням царської протекції місту за умови сплати міщанами «належных хлебных и денежных» податків до державної скарбниці. Водночас погоджено орендний викуп за міські доходи з питва. Київ дав до царської казни 800 карбованців від питва й перевозу. Натомість усі прибутки від продажу горілки та пива отримувало місто.
1665 року під час виїзду до Каніва та Москви війт залишав субделегатом (на кшталт виконувача обов'язків) Михайла Зосимовича, який мав конфлікт з прилуцьким полковником Лазарем Горленком.
Помер у 1675 році. Його наступником на посаді війта став Федір-Ждан Тадрина

## Родина
- Дмитро Полоцький, війт у 1699—1733 роках